# 莱德斯巴赫
莱德斯巴赫是德国巴伐利亚州的一个市镇。总面积19.85平方公里，总人口4801人，其中男性2398人，女性2403人（2011年12月31日），人口密度242人/平方公里。